# ジョンジョ・シェルヴェイ
ジョンジョ・シェルヴェイ（Jonjo Shelvey [ˈdʒɒndʒoʊ ˈʃɛlvi], 1992年2月27日 - ）は、イングランド・ロムフォード出身のサッカー選手。バーンリーFC所属。元イングランド代表。ポジションはミッドフィールダー。

## 経歴

### クラブ

#### チャールトン・アスレティック
アーセナル、ウェストハム・ユナイテッドの下部組織を経てチャールトン・アスレティックの下部組織と契約したシェルヴェイは、2007-08シーズンにアンダー18チームでカップ戦含めて23試合14得点を記録する活躍を見せると、2008年4月26日にフットボールリーグ・チャンピオンシップのバーンズリー戦（3-0）でトップチーム初出場を飾り、ポール・コンチェスキーの持つクラブ最年少出場記録（16歳97日）を16歳59日に更新した。さらに、2009年1月3日にFAカップのノリッジ・シティ戦で前半20分に初得点を挙げたことでピーター・リーヴス（Peter Reeves）の持つクラブ最年少得点記録（17歳100日）を16歳310日に更新した。偶然にもリーヴスの記録は43年前の1966年5月にノリッジ戦でのものだった。
その才能からプレミアリーグの複数クラブが関心を寄せる中、17歳の誕生日である2009年2月27日にチャールトン・アスレティックと2年半の契約でプロ契約を締結し、4月1日のサウサンプトン戦（3-2）でリーグ初得点を記録。9月5日に契約を1年延長した。

#### リヴァプール
2010年4月28日に移籍金170万ポンドでリヴァプールと5月10日からの加入で契約し、9月22日にアンフィールドでのフットボールリーグカップのノーサンプトン・タウン戦（2-2、PK戦2-4）で途中出場から初出場を飾った。2010年10月21日にUEFAヨーロッパリーグのナポリ戦（0-0）で初先発フル出場を果たし、10月24日のブラックバーン・ローヴァーズ戦（2-1）で78分からリーグ戦初出場をした。
2010-11シーズンは出場15試合全部で途中出場ながらも出場機会を得ていたものの、2011-12シーズンは出番が訪れなかったため、2011年9月29日に2部のブラックプールへ期限付き移籍をし、翌日にブルームフィールド・ロードでのブリストル・シティ（5-0）戦で初出場を飾る。11月3日にアウェイのリーズ・ユナイテッド戦でプロになってから初のハットトリックを達成した。
ブラックプールには2011年末までの滞在の予定だったが、ルーカス・レイヴァの長期離脱やスティーヴン・ジェラードの負傷により11月30日にリヴァプール復帰が決定し、翌週末のアストン・ヴィラ戦にプレミアリーグの舞台で初先発出場を飾り、2012年1月6日にアンフィールドでのオールダム・アスレティックとのFAカップ3回戦（5-1）でリヴァプールでの初得点を挙げた。その後、あまり出場機会を得られていない状況から2月に2部のミドルズブラへの期限付き移籍の話が持ち上がったが、シーズン終了まで滞在することとなり、5月8日のチェルシー戦（4-1）で30ヤードからプレミアリーグ初得点を記録した。
2012年7月10日にリヴァプールと長期契約を締結し、大きな期待を寄せられたシェルヴェイは、9月20日にUEFAヨーロッパリーグのヤングボーイズ戦（5-3）で途中出場から2得点を挙げて早速期待に応えるべく活躍を見せた。3日後のマンチェスター・ユナイテッド戦（1-2）でジョニー・エヴァンズに対する危険なタックルにより前半で1発退場をしたことで、チームの敗因の1つとなる場面も見られたが、10月4日にUEFAヨーロッパリーグのウディネーゼ戦、11月22日のヤング・ボーイズ戦で得点を重ね、12月10日にウェストハム・ユナイテッドとのリーグ戦ではルイス・スアレスの不在により不慣れな前線に起用されると、得点こそ挙げられなかったものの、得点に絡む活躍を見せ、試合後にブレンダン・ロジャーズ監督から絶賛された。

#### スウォンジー・シティ
2012-13シーズンは所々で活躍を見せていたが、ジェラードとの定位置争いにより出場機会が限られており、そのために多くの出場機会を望んだことで2013年7月3日に移籍金500万ポンドでスウォンジー・シティと4年契約を締結した。9月16日の古巣リヴァプール戦（2-2）で移籍後初得点を挙げ、ミチュの得点をアシスト提供する一方、自身のパスを2度も奪われてダニエル・スタリッジとビクター・モーゼスに得点を許してしまった。
2015年7月8日、スウォンジー・シティと新たに4年契約を結んだことをクラブの公式ツイッターで発表した。

#### ニューカッスル・ユナイテッド
2016年1月12日、ニューカッスル・ユナイテッドへの移籍が発表された。契約期間は5年半。4日後のウェストハム・ユナイテッド戦でデビューした。
2016-17シーズンは8月27日のブライトン&ホーヴ・アルビオン戦で移籍後初得点を挙げた。12月に、ウルヴァーハンプトン・ワンダラーズのロマン・サイスに対する人種差別発言で5試合の出場停止処分と10万ポンドの罰金処分を受ける。同シーズンは47試合に出場し、チームのプレミアリーグ復帰を助けた。
2017-18シーズンは背番号を12番から8番に変更した。8月13日のトッテナム・ホットスパーとの開幕戦では先発出場をするも、後半立ち上がりにデレ・アリを踏みつけたことで一発退場を受けた。

#### ノッティンガム・フォレスト
2013年1月31日、ノッティンガム・フォレストFCに2年半契約で移籍した.。

#### チャイクル・リゼスポル
2023年9月14日、チャイクル・リゼスポルに移籍した。当初はレンタル移籍と報じられたが、後に完全移籍であることが明らかとなった。

#### エユプスポル
2024年8月27日、エユプスポルに移籍した。

#### バーンリー
2025年1月20日、バーンリーFCに移籍した。

### 代表
2007年にU-16代表の主将として参加したヴィクトリー・シールドで3試合3得点を挙げ、翌年のモンテギュー国際大会では全4試合に出場して優勝に貢献した。2008年10月のU-17エストニア戦（7-0）でU-17代表初出場・初得点を記録している。
2010年9月のU-19スロバキア戦でU-19代表の主将として初出場を飾り、フリーキックにより初得点を記録。また、同カテゴリーでは2得点を挙げている。2011年9月にUEFA U-21欧州選手権2013予選のU-21アゼルバイジャン戦（6-0）で初出場・初得点を記録し、同試合の最優秀選手に選出された。
イングランドの各世代別代表をプレーしていながらも、祖父母にアイルランド人とスコットランド人を持つため、アイルランド共和国代表のジョバンニ・トラパットーニ監督とスコットランド代表のクレイグ・レヴェインから接触があった。しかし、2012年10月8日に負傷したフランク・ランパードの代役として2014 FIFAワールドカップ・ヨーロッパ予選のサンマリノ戦とポーランド戦に向け、ロイ・ホジソン監督の下でイングランドA代表に初招集され、10月12日のサンマリノ戦（5-0）でマイケル・キャリックに代わり後半から初出場を飾った。

## 私生活
若手ながらスキンヘッドと年齢に見合わない風貌の持ち主であるが、これは彼が幼少期に発症した汎発性脱毛症の影響である。2013年8月にシェルヴェイと婚約者で元S Club 8のデイジー・エヴァンス (Daisy Evans) は、2014年初旬に子供が誕生する予定と発表した。

## 個人成績

### 代表での成績
出典
| イングランド代表 | 国際Aマッチ | 国際Aマッチ |
| 年               | 出場        | 得点        |
| ---------------- | ----------- | ----------- |
| 2012             | 1           | 0           |
| 2013             | 0           | 0           |
| 2014             | 0           | 0           |
| 2015             | 5           | 0           |
| 通算             | 6           | 0           |

## タイトル

### クラブ
ニューカッスル・ユナイテッド
- EFLチャンピオンシップ: 2016-17